# Blutkrebs
Blutkrebs ist ein Sammelbegriff für verschiedene bösartige Erkrankungen des blutbildenden Systems, bei denen Blutzellen entarten und sich unkontrolliert vermehren, so beispielsweise bei:
- Leukämie, gesteigerte Bildung von weißen Blutzellen oder deren Vorläuferzellen
- Malignes Lymphom, monoklonales Wachstum von lymphatischen Zellen
- Multiples Myelom, von den Plasmazellen des Knochenmarks ausgehend